# EMD BB40-2
A EMD BB40-2 é uma locomotiva SD40-2 adaptada com truques B-B+B-B (8 eixos com motores de tração), em vez dos truques originais C-C (6 eixos com motores), para a ferrovia brasileira Estrada de Ferro Vitória-Minas (EFVM). As SD40-2 originais foram compradas usadas de ferrovias norte-americanas e canadenses para operar nos pesados trens de minério da EFVM, mas importantes fatores obrigaram à grandes transformações nas EMD SD40-2. A bitola original standard (1.435mm) destas máquinas foi alterado para bitola métrica (1.000mm) e sua plataforma principal foi alongada, mas o que determinou a utilização de 8 eixos foi a limitação de carga por eixo da ferrovia, que é 25 toneladas. Como estas máquinas possuem 180 toneladas, o que dá 30t/eixo, houve a necessidade de adaptação para truques B-B+B-B, o que dá 22,5 toneladas por eixo, sem a necessidade de redução do peso da locomotiva, que prejudicaria sua aderência.
Por serem truques articulados, permitem que a locomotiva faça curvas de raio muito reduzido, com mais facilidade que os truques C-C, além da vantagem de ter mais poder de tração, já que sua potência de 3000 HP fica dividida pelos 8 motores ao em vez de 6, proporcionando mais uniformidade na entrega de potência.
O motor primário a diesel e o alternador não foram alterados e continuam sendo os mesmos, assim como diversos outros componentes, como por exemplo a distância de centro de pião e os compressores dos freios. Os motores de tração originais GM D77/87 tiveram que ser substituídos por motores GM D31, por serem menores e caberem dentro dos truques de bitola métrica especialmente fundidos para elas pela empresa Cruzaço, e cada par de truques é apoiado sobre uma travessa central, denominada span-bolster.
O custo dessa transformação girou na casa dos R$150.000,00, o que tornou essa modificação inviável em locomotivas mais baratas, como as GE C30-7 e C36-7.
Algumas locomotivas passaram pelas mesmas alterações, onde a SD40-2 normal passou a se tornar BB40-2:
De EMD SD40T-2 para BB40T-2
De EMD SD45-2 para BB45-2
Essas locomotivas já estão com motores 16-645, e não mais 20-645, e potência de 3000 HP, e não mais 3600 HP, pois os motores 20-645 eram menos confiáveis, davam muitos problemas e consumiam muito combustível.

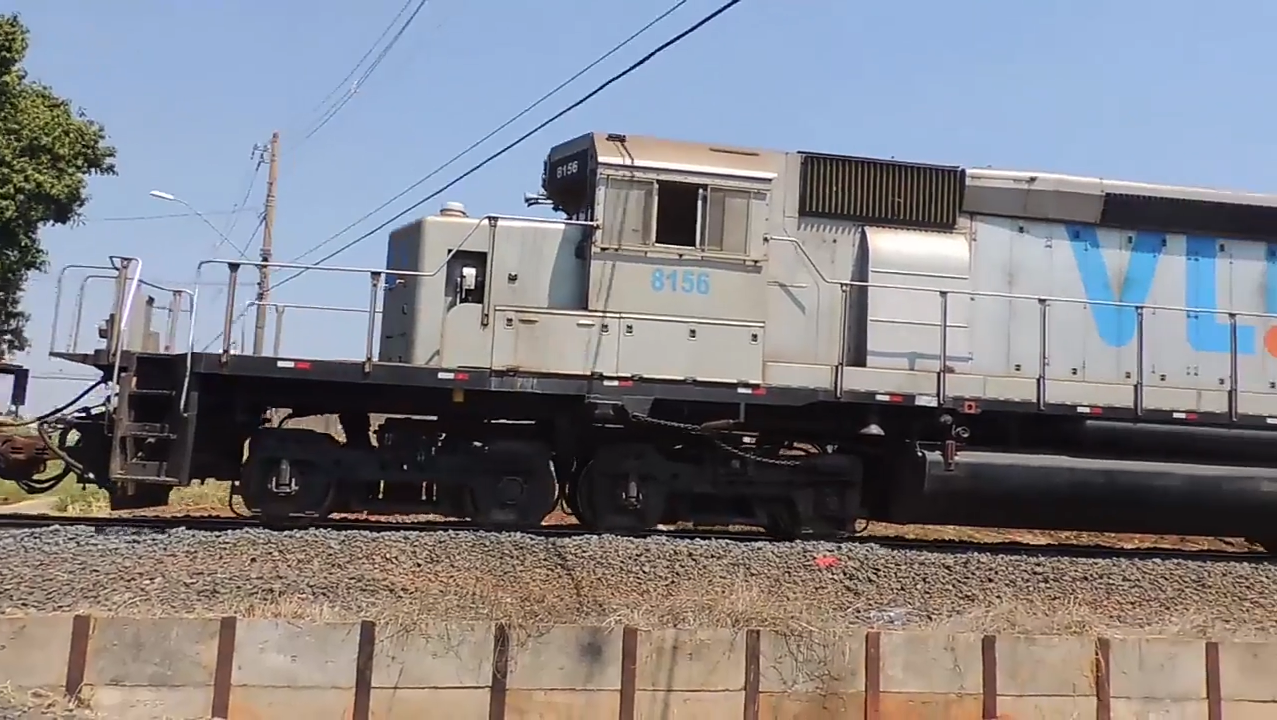
Visão lateral da BB40-2

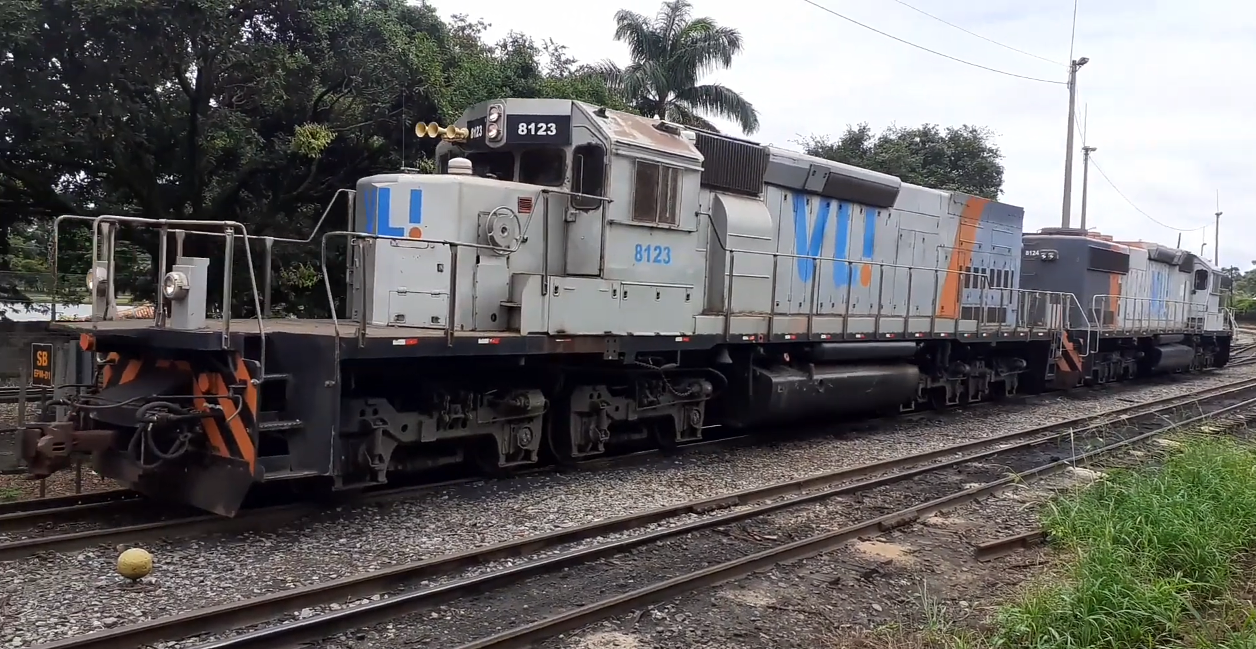
BB40T-2, versão adaptada para túneis.